# Carlos Emanuel, Duque de Némours
Carlos-Emanuel de Saboia-Nemours (em francês:  Charles-Emmanuel de Savoie-Nemours) nasceu em 1567 e morreu em Annecy a 13 de Agosto de 1595. Filho de Jaime de Saboia-Nemours e de Ana d'Este, foi Duque de Némours, mas quando criança era chamado o Príncipe do Genevois.
Como duque,esteve implicado em várias intrigas com a Casa de Guise e nomeadamente  pcom o seu irmão, Henrique I de Guise. Como duque Carlos-Emmanuel foi um dos chefes da Santa Liga Católica oposta aos Huguenotes. 
Depois da execução sumária do Duque de Guise e do seu irmão o cardeal Luis de Lorraine, pelos homens do rei Henrique III de França, foi preso pelos Huguenotes mas conseguiu escapar-se. Tinha tomado parte da Batalha de Arques em 1589. Nesse ano era governador de Paris quando os protestantes conduzidos por Henrique IV de França cercam a capital. Nessa altura entra em conflito com o seu meio-irmão e aliado de longa data, que preconizava a paz com Henrique IV.
Morreu solteiro sem deixar descendentes e foi o seu irmão Henrique I de Saboia-Nemours que lhe sucedeu.